# Гаївка (Кропивницький район)
Гаївка — село в Україні, у Первозванівській сільській громаді Кропивницького району Кіровоградської області.
Населення становить 414 осіб (перепис 2001 року). Колишній центр Гаївської сільської ради. Кількість наявного населення — 400 чол. (2023 рік).
За 15 кілометрів на захід від села Гаївки розташований обласний центр Кіровоград. Гаївка знаходиться на берегах річки Лозуватки (права притока Аджамки).
На території с. Гаївка розташовані:
- Будинок культури — 350 місць;
- Дитячий садок — 50 місць;
- Фельдшерсько-акушерський пункт;
- Відділення зв'язку.

## Історія
Люди здавна заселяли територію, на якій розміщена Гаївка. Тут виявлено пам'ятки доби неоліту, 18 курганів віком до 5 тисяч років. З 2006 року на курганній групи «Могили» проводять екскурсії.
У XVI—XVIII століттях землі нинішньої Гаївки входили до Вольностей Запорізького війська. Відомо, що протопоселення Гаївки Лозуватка та Буланівка вже існували у XVIII столітті. За місцевими переказами, найбільше село місцевості Лозуватка (Козацька Лозуватка, Лозувата Балка), було засноване ще запорізькими козаками у нижній течії річки Лозуватки.
Перші письмові згадки про поселення пов'язані із подіями «Поземної війни» (1755—1775) — наступом Російської імперії на права Запоріжжя та боротьбою козаків за збереження своїх вольностей.
У середині XVIII століття Росія захопила північ Бугогардівської паланки Запорізької Січі під військові поселення Нова Сербія та Слобідський козацький полк. На Межовому плані розподілу землеволодінь при фортеці Святої Єлизавети від 24 липня 1758 року позначено два хутори Іванченків та Созонів. Вони розміщені на лівій притоці (нині Київцева балка) річки Лозуватки і включені до Слобідського поселення. Між іншим, запорожці доводили, що мають ці землі у своєму володінні — річку Інгул аж до її джерела, що вони вільно займалися там торгівлею, так само як і в іншій місцині, званій Балка Лозуватка .
Справа доходила до збройних сутичок. У 1774 році поміщик Г.Бутович писав скаргу про те, що мешканці Лозуватої Балки втекли на Січ під збройною охороною запорожців. Певно, ті події стали основою гаївських переказів, як біля річки Лозуватки в Баленковій балці запорожці знищили ворожий загін разом із командиром.
Опір закріпаченню продовжувався і після руйнування Запорізької Січі. До 1812 року всі мешканці Буланівки втекли від поміщика.
Наприкінці XVIII століття, сільце Лозуватка стало власністю Григорія Бутовича, вихідця із козацької старшини Зіньківської сотні Гадяцького полку Гетьманщини, незмінного судді Слобідського козацького полку (1754—1764). Межування земель сільця Лозуватки з хутором Мар'ївкою площею 3227 гектар у 1795 році — перша відома спроба організувати місцеву територіальну громаду.
У XIX столітті Лозуватка — центр Лозуватської волості Олександрійського повіту. Нащадки Бутовича Різанові уславилися своїм меценатством. Ганна Михайлівна Різанова (1 (13) квітня 1814 р.н.) була співзасновницею Благодійного товариства та Товариства поширення грамотності в Єлизаветграді. За її діяльної підтримки 15 жовтня 1867 року відкрито Ремісничо-грамотне училище на Ковалівці — перше безплатне профтехучилище в Російській імперії.
Починаючи з 1910 року на землях Лозуватки засновано кілька поселень: Гаївка, Київці, Новогеоргіївка, Новопокровське та Дубова Балка. Гаївка перебирає на себе функції адміністративного центру громади.
Гаївчани підтримали українське відродження 1917—1921 років. У 1918 році в селах перебували Українські Січові Стрільці, зокрема Михайло Людкевич — брат видатного західноукраїнського композитора Станіслава Людкевича (1879—1979). З лютого 1920 року через село проліг шлях славного Зимового походу Армії Української Народної Республіки. Тут перебували видатні військові та громадські діячі: командуючий Армією УНР генерал-полковник Михайло Омелянович-Павленко, командир 2-го Запорізького збірного полку Запорізької дивізії полковник Іван Литвиненко, старшина кінноти 2-го Запорізького збірного полку, відомий письменник-мемуарист Юрій Горліс-Горський (Залізняк) та інші.
З 1921 року у краї встановлюється влада більшовиків. У 1929 році добудовано приміщення Гаївської школи. З 1929 по 1932 роки закінчилася колективізація Гаївки, внаслідок якої стався голодомор — загинули з голоду 420 членів громади (30 % населення), зникли хутори, деякі кутки сіл. Новогеоргіївка та Нопокровське об'єднано в Новогригорівку. Пам'ятний знак на території Гаївської загальноосвітньої школи I—III ступенів нагадує про темні роки геноциду українців.
Під час Другої світової війни у селах Гаївської сільради діяла підпільна група, яку очолили В. М. Сушко та І. А. Щирий. Підпільники поширювали антинацистські листівки. Всіх членів підпілля викрили і розстріляли в Кіровограді у 1942 році. Загалом, на фронтах війни загинули до півтори сотні гаївчан. Обеліск в центрі села увічнює пам'ять про воїнів.
У 1950 році села Лозуватку та Буланівку включено у межі Гаївки.
Із 1960-х до 1974 умови життя у Гаївській сільській раді дещо покращилися: колгосп збудував більше десятка цегляних хат, клуб на 350 місць, дитсадок на 50 місць, контору, ФАП, 2 магазини, розпочали будівництво школи, у Гаївку проклали бруківку. У 1972 році у Гаївській школі навчалися 126 дітей. Поліпшення пов'язують із діяльністю тодішнього голови колгоспу Гладкого Івана Федотовича.
У 1974 році гаївський колгосп імені Котовського приєднаний до колгоспу імені Леніна Бережинської сільської ради. Гаївське господарство звалося 2-м відділенням. Одразу після об'єднання колгоспів припинили будівництво нової школи; відновилася масова втеча гаївчан із села. Тоді знелюдніло село Дубове, в інших поселеннях сільської ради кількість людей значно скоротилася.
З 1992 року Гаївка від'єдналася від спільного з Бережинкою колгоспу. Тоді заасфальтовано дорогу до Гаївки, збудовано млин, розпочато прокладення газогону. У 2002 році школа набула статусу загальноосвітньої I—III ступенів. З 2006 року Гаївка газифікована. Поступово збільшується кількість населення.

## Населення
Згідно з переписом УРСР 1989 року чисельність наявного населення села становила 355 осіб, з яких 164 чоловіки та 191 жінка.
За переписом населення України 2001 року в селі мешкало 416 осіб.

### Мова
Розподіл населення за рідною мовою за даними перепису 2001 року:
| Мова       | Відсоток |
| ---------- | -------- |
| українська | 96,63 %  |
| російська  | 3,13 %   |
| молдовська | 0,24 %   |

## Символіка Гаївки

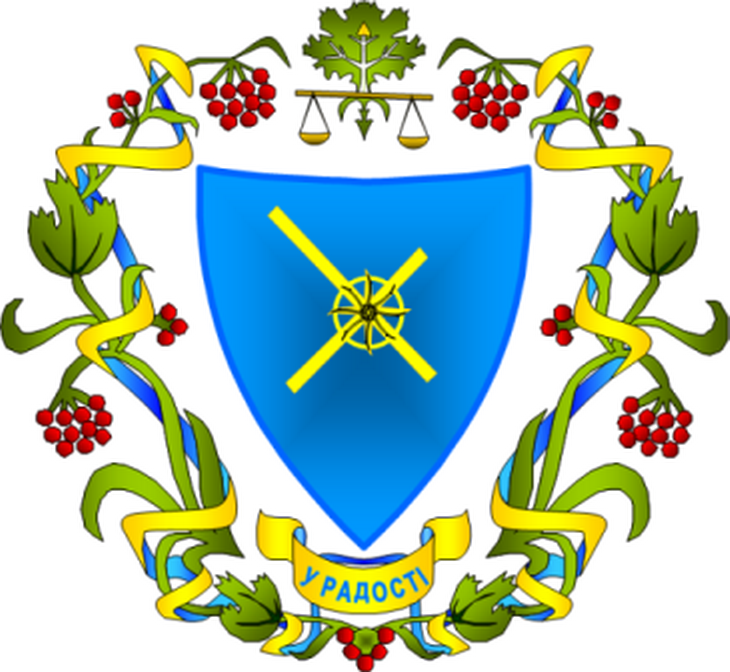
Затверджена версія герба

Герб та прапор Гаївки затверджено рішенням Гаївської сільської ради від 17 грудня 2013 року. На синьому тлі трикутного щита зображено золотий Гаївський Криж — хрест із чотирма променями, де кожен довший за попередній на однакову довжину. Даний петрогліф вибито на кам'яному камені кургану № 8, що знаходиться за 2 кілометри від Гаївки. Гаївський Криж — солярний знак — подає погляд наших предків на різну силу Сонця протягом року, тому символічне зображення Сонця укомпоноване у Гаївський Криж. Оскільки засновники першопоселень Гаївки були запорожцями, то вісім променів сонця зображені у вигляді козацьких шабель. Синій колір щита символізує шляхетність чину, поступків; а золото Крижа це — велич знань предків, які прагнемо осягнути.
Щит увінчано стилізованим зеленим зображенням сторічної Великої Верби, що стала символом і візиткою Гаївки. До того ж, це опосередковано вказує і на рослинні назви Гаївки та першопоселення Лозуватки. Міцний трикорінь Великої Верби переходить у тригілля, що вказує на тяглість давніх традицій до теперішнього дня. Три срібні гілки дерева символізують три поселення, що ввійшли до Гаївки — Лозуватка, Буланівка та власне Гаївка. Срібло означає цноту, мудрість; зелений колір — свободу та життя.
У пам'ять про славну родину козацького судді Григорія Бутовича, на стовбур Великої Верби накладено терези як символ суддівства та справедливості. Щит прикрашений калиновими гілками, які обвиває синьо-золота стрічка. Калина — одвічний оберіг українців у Всесвіті. Внизу на золотій стрічці синіми літерами написано девіз «У РАДОСТІ».
Прапор повторює ідею герба: на синьому тлі золотий Гаївський Криж із закомпонованим зображенням сонця з вісьмома променями у вигляді козацьких шабель.

## Видатні родини Гаївки
Бутовичі
Із Гаївкою сільської ради пов'язані життя і діяльність родини козацького судді Григорія Івановича Бутовича. Козацький рід Бутовичів з 18-го століття осів в околицях форту Єлизавети — у селі Лозуватці та хуторі Буланівці, що були розміщені за 12 верст на схід від фортеці. Ті сільце та хутір є нині південним та північним кутками Гаївки Кропивницького району. Такі роди додали багато характерних рис місту, що нині зветься Кропивницький, та прилеглому краю.
При успадкуванні земель Бутовича онучці Різановій Марії Романівні дісталася Мар'ївка у Козацькій балці, а онуку Різанову Андрію Романовичу — село Лозуватка у Лозуватій балці та Суха балка.
Народна пам'ять зберегла образ поміщика Різанова Андрія Романовича — внука судді Бутовича. Той «пан Різан» займався осушуванням боліт по долині річки Лозуватки, провів дубовий водогін до свого маєтку в Лозуватці.
Праправнучка Григорія Бутовича Катерина Романівна Кнорринг була останньою з роду, хто володів частиною лозуватських земель.

Академік Доленко
З Лозуватською громадою та її наступницею, Гаївською сільською радою, пов'язані також життя інших видатних людей.
24 лютого 1917 року у Гаївці народився Доленко Григорій Назарович — доктор геолого-мінералогічних наук, професор, академік АН України. Він став одним із засновників української геолого-мінералогії. Під його керівництвом відкрито найбільше в Європі родовище нафти Матцен (Австрія). Доленка включено до списку ста найвидатніших геологів світу.

Січовий стрілець Людкевич
У Гаївці під час геноциду 1932—1933 років загинув Михайло Людкевич — брат видатного західноукраїнського композитора Станіслава Людкевича (1879—1979). Січовий стрілець Михайло Людкевич залишився у Гаївці в 1918 році, коли УСС перебували в Україні. Алевтина Чанковська, правнучка Михайла Людкевича, нині очолює зразковий хор бандуристів «Орія» в Кіровограді.

Організатор національної школи Каюков
Відомий педагог, організатор першої національної школи в Кіровограді, Каюков Василь Іванович починав кар'єру освітянина на посаді директора Гаївської школи. Василь Іванович у Гаївці одружився.

Мемуарист Ігнатенко
У Лозуватці Гаївської сільської ради народився, провів дитинство Ігнатенко Іван Іванович (1935—1995) — декан факультету автоматизації технологічних процесів Одеської державної академії харчових технологій, кандидат технічних наук, доцент. Лозуватчанин упорядкував фронтові спогади свого батька, Ігнатенка Івана Харитоновича, «Нотатки військового зв'язківця». Мемуари, зокрема, подають картини воєнного життя рідного краю.